# Parafia Najświętszej Maryi Panny Królowej Polski we Włocławku
Parafia Najświętszej Maryi Panny Królowej Polski we Włocławku – rzymskokatolicka parafia we Włocławku, należąca do diecezji włocławskiej i dekanatu włocławskiego I. Powołana w 1982 roku przez księdza biskupa Jana Zarębę. Obsługiwana przez księży diecezjalnych.

## Duszpasterze
- proboszcz: ks. kan. dr Marcin Idzikowski (od 2019)
- wikariusz: ks. Adam Kłonowski (od 2024)

## Kościoły
- kościół parafialny: Kościół Najświętszej Maryi Panny Królowej Polski we Włocławku

## Organizacja parafii
Plany stworzenia parafii w Szpetalu Dolnym były podejmowane już przed II wojną światową. Nie zostały wówczas zrealizowane prawdopodobnie z uwagi na zbyt małą liczbę mieszkańców Szpetala Dolnego. Kolejny zamysł założenia parafii na Zawiślu powstał po jego przyłączeniu do miasta i stworzeniu parafii katedralnej w 1947 roku.
Zalążkiem przyszłej parafii była funkcjonująca na przełomie lat 50. i 60. kaplica w prywatnym domu przy ul. Grodzkiej oraz punkt katechetyczny przy ul. Bobrownickiej.
W 1980 roku biskup Jan Zaręba zwrócił się do władz miasta o pozwolenie na budowę kościoła. Kościół ten miał być filią parafii katedralnej. 10 lutego 1981 roku wojewoda włocławski wydał zgodę na budowę. Organizatorem parafii i budowy kościoła na Zawiślu został w dniu 20 czerwca 1981 roku ksiądz prałat mgr Teodor Kazimierz Lenkiewicz, dotychczasowy proboszcz parafii w Zadusznikach. Parafia została erygowana dekretem Jana Zaręby z 14 sierpnia 1982 roku, który wszedł w życie kolejnego dnia. Patronką parafii została Najświętsza Maryja Panna Królowa Polski, z uwagi na obchodzony wówczas Jubileusz Jasnogórski. Wcześniej rozważano też, by patronem został św. Gotard. W średniowieczu istniał już w Szpetalu Dolnym kościół pod jego zawołaniem.
16 grudnia 1982 roku ks. Teodor Lenkiewicz został pierwszym proboszczem parafii. Teren parafii objął dzielnicę Włocławka Zawiśle. Dzielnica ta została przyłączona do miasta po II wojnie światowej, wcześniej stanowiąc odrębną miejscowość Szpetal Dolny. Od 1947 roku dzielnica należała do parafii katedralnej.

## Budowa kościoła
Podobnie jak z organizacją parafii, tak już przed II wojną światową istniały plany zbudowania kościoła na Zawiślu. Według mieszkańców dzielnicy miał on stanąć u zbiegu ulic Grodzkiej i Willowej, w okolicach zbudowanego po wojnie Zespołu Szkół nr 8.

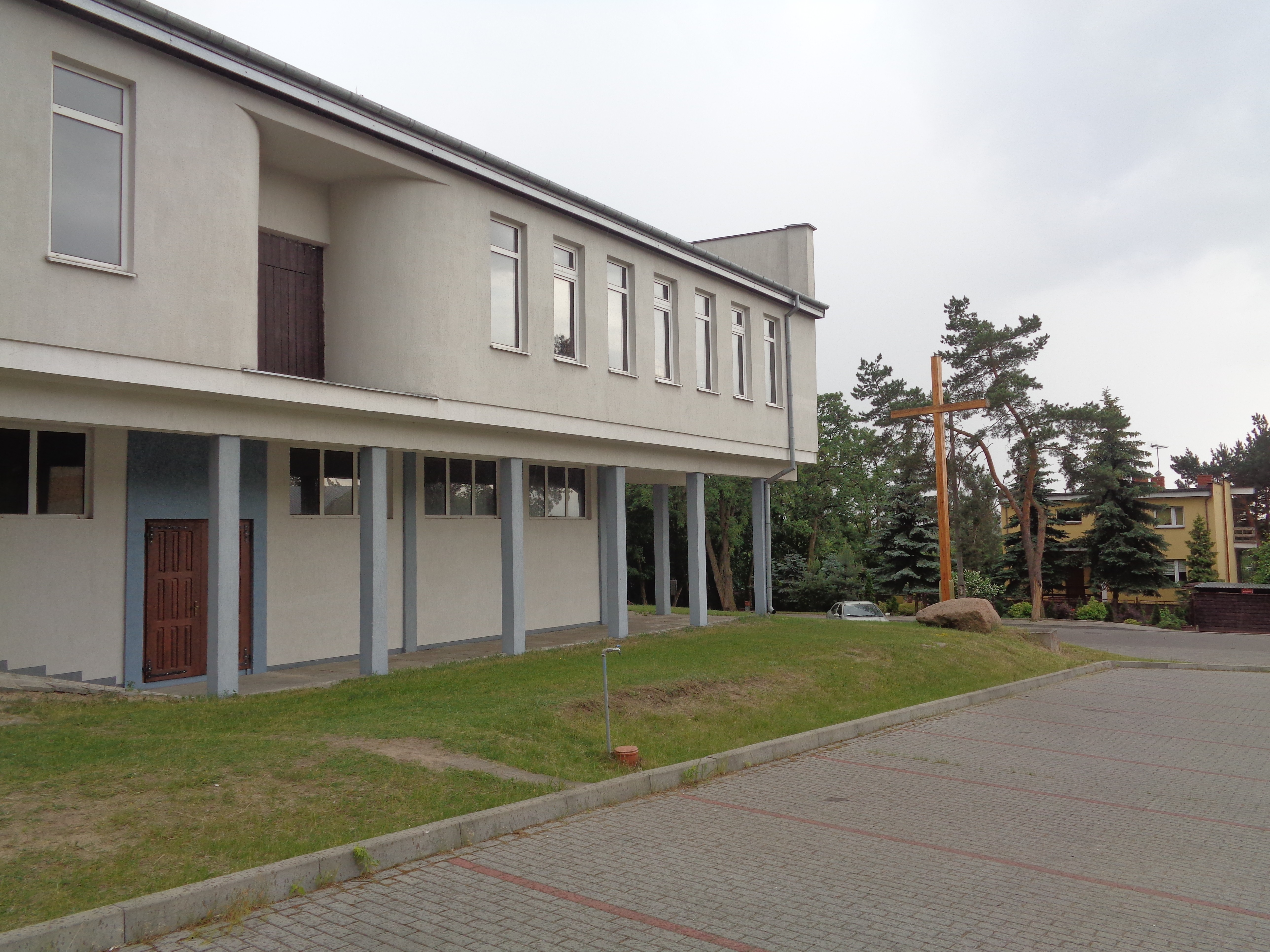
Zaplecze Kościoła

W 1975 roku biskup Jan Zaręba zakupił działkę o powierzchni 769 m² przy ul. Krokusowej 9 (wówczas: Jeżynowa 9). Jej formalnym właścicielem był proboszcz parafii katedralnej ks. Jan Paweł Grajnert. W 1983 roku została przekazana notarialnie nowo powstałej parafii Najświętszej Maryi Panny Królowej Polski. Uznano jednak, że teren nie nadaje się na budowę kościoła, ponieważ jest zbyt mały i stromo położony. 6 stycznia 1987 parafia przekazała ją Zgromadzeniu Sióstr Westiarek Jezusa z przeznaczeniem na budowę domu zakonnego.
4 stycznia 1982 roku parafia nabyła działkę przy ul. Krokusowej 1/3 o powierzchni 66 arów i 70 m². Wkrótce powstała tam tymczasowa kaplica, poświęcona 1 sierpnia.
Zezwolenie na rozpoczęcie budowy kościoła wydano 4 lipca 1983 roku. Kamień węgielny pod budowę kościoła wmurowano 1 września 1985 roku. Został on wyjęty z bazyliki św. Piotra w Watykanie i poświęcony przez papieża Jana Pawła II, a wmurowany przez biskupa Jana Zarębę. Projekt kościoła stworzył inż. Jan Kopydłowski, a plany techniczne Józef Strzelecki.
4 czerwca 1995 roku odprawiono w kościele pierwszą mszę. Wówczas nie był on jeszcze w pełni gotowy – brakowało w nim posadzki i sklepienia. Od 1996 roku zaczęto w nim odprawiać regularne msze. Jeszcze na przełomie 1999 i 2000 roku w kościele odbywały się prace porządkowe, takie jak budowa ołtarza, ambony i tabernakulum. Kościół został poświęcony 3 grudnia 2000 roku przez biskupów Czesława Lewandowskiego i Stanisława Gębickiego.

## Życie parafii

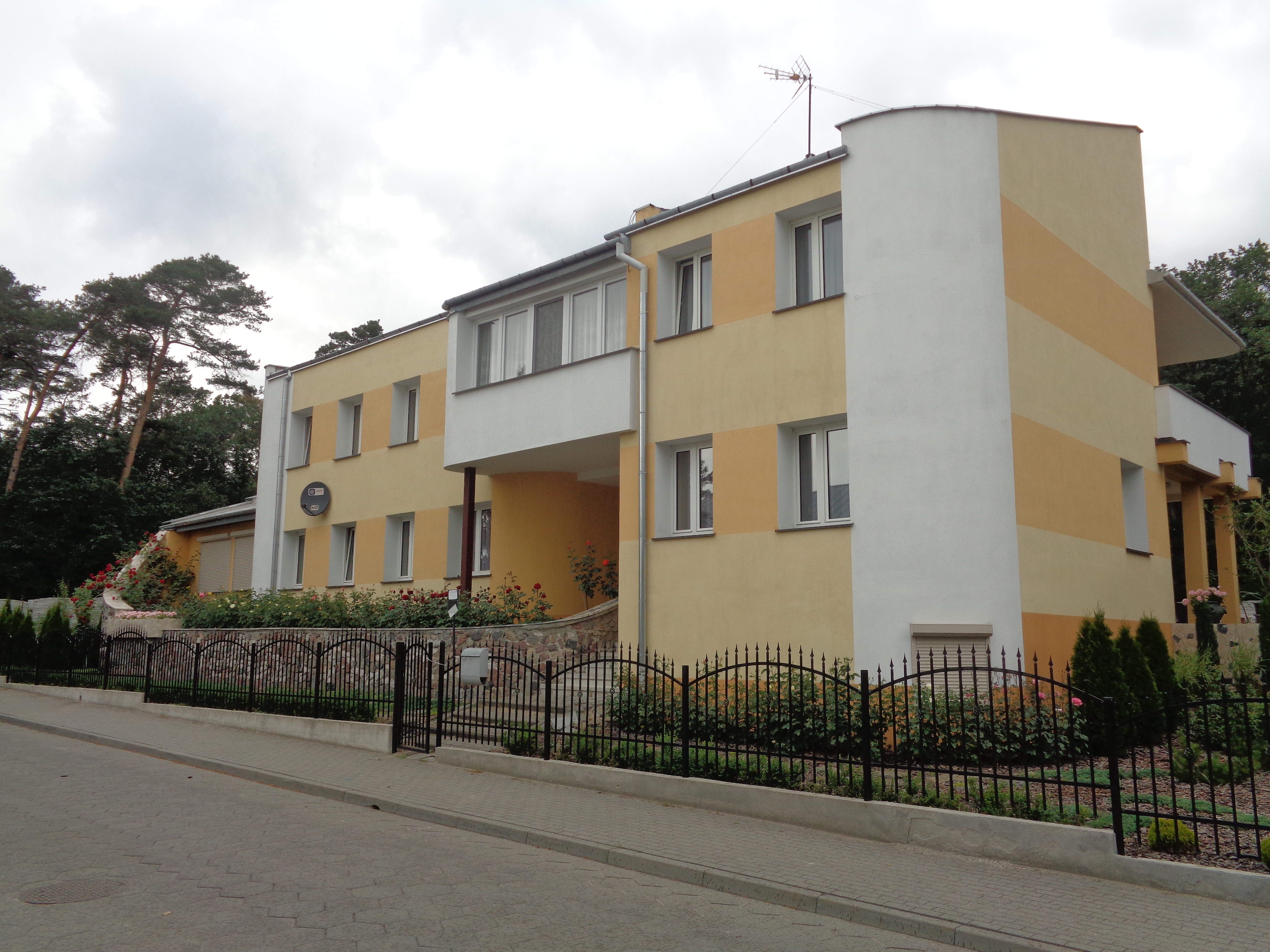
Plebania parafii

Na terenie parafii leży Pomnik Poległych Obrońców Wisły 1920 we Włocławku, przy którym odprawiane są okoliczne msze związane z rocznicą wydarzeń wojny polsko-bolszewickiej na terenie Włocławka.
W 2012 roku ksiądz Teodor Lenkiewicz przeszedł na emeryturę. Nowym proboszczem parafii został ks. Józef Miłek, który pozostawał nim do 2019 roku. 